# Ghebala
Ghebala est une commune de la wilaya de Jijel en Algérie.

## Géographie

### Situation
Le territoire de la commune de Ghebala se situe au sud-est de la wilaya de Jijel.
| Settara                       | Oum Toub (Wilaya de Skikda)   | Oum Toub (Wilaya de Skikda)     |
| Sidi Maarouf                  | Ghebala                       | Beni Oulbane (Wilaya de Skikda) |
| Grarem Gouga (Wilaya de Mila) | Grarem Gouga (Wilaya de Mila) | Beni Oulbane (Wilaya de Skikda) |

c'est une région boisée (oliviers, pistachier lentisques...) très accidentée les habitants aux origines berbères (se considèrent comme des Kabyles Hadra) vivent essentiellement de l'agriculture notamment la production de l'huile d'olive, élevage de bovins.
en hiver les sommets de la chaîne numide sont enneigés en période hivernale (M'cid Aicha,Sema) de là on peut voir les bateaux en rade dans la baie de Collo.
Beaucoup de sources d'eau, au nombre de 25, la région est traversée par un oued appelé qui coule de source et qui gonfle après la fonte des neiges, ce oued alimente principalement le barrage de Boussiaba dans la commune d'El Milia.
Ghebala est à 35 km de la mer à vol d'oiseau.

### Localités de la commune
La commune de Ghebala est composée de vingt-cinq localités :
la commune de ghebala ou (aghbala appellation ancienne) est pratiquement le territoire de la grande tribu bérbère des beni tlilen
- Adjissa
- Andlou
- Beni Yezzar
- Beni Daoud
- Beni Mouya
- Beni Sbih
- Beni Ou'ssema
- Berra
- Bouhamed
- Dar Ahmed
- Dar Ben Zrouka
- l'Kiakeb
- Dzira
- l'Harbka
- l'Kalaïne
- l'Kitoune
- l'Maïda
- r'Rmamen
- Ghebala
- Hadika
- Lakliaa
- L'maâlka
- Mechnouaa
- Ouled Aliouane
- Ouled Rabah
- Zaghachou

## Histoire
Les Romains ont colonisé la région beaucoup de vestiges sont encore présents dans la localité de l'kalaine.
Aux temps de la dynastie berbère des hafsides, la région de ghebala a donné un grand chambellan « ben thabet » (équivalent actuellement d'un premier ministre) source citée par Ibn Khaldoun.
Abdelamid Brahimi était premier ministre dans les années 80 sous le règne de Chadli Bendjedid.
Durant la Guerre d'Algérie, la région de Ghébala était une zone interdite et a été le théâtre de violents combats contre l'armée française et le commandement ALN de la wilaya 2 qui était à quelques kilomètres (Tayerrow beni sbih).
À l'origine, Ghebala était une mechta (hameau) et vers 1976 les autorités du pays à l'époque de la révolution agraire, ont fait de cet endroit un village agricole érigé en 1984 en commune rattachée à la daïra de Settara.